# Юхновский, Александр Иванович
Алекса́ндр Ива́нович Юхно́вский, также известный как «А́лекс Лютый» (до ареста в 1975 году — Алекса́ндр Ю́рьевич Миро́ненко) (19 июня 1925, Зелёная, Подольская губерния — 1977, Москва) — участник Великой Отечественной войны, коллаборационист, позднее советский журналист, поэт, писатель и переводчик, в итоге разоблачённый и осуждённый за военные преступления.
В послевоенные годы был признан пособником в более 2000 убийств советских граждан. С начала войны, во время немецкой оккупации Украины, вместе с отцом служил в тайной полевой полиции ГФП-721. В 1944 году при отступлении немецких войск, сменив фамилию, вступил в Красную армию, участвовал в штурме Берлина.

## Довоенная биография
Александр Иванович Юхновский родился 19 июня 1925 года в деревне Зелёная, Шепетовский округ, Волынская губерния, Украинская ССР. Украинец.
Кроме родного украинского, Юхновский владел также русским, польским и немецким языками. Писал патриотические стихи. Семье Юхновских удалось избежать репрессий 1937—1938 годов и переехать в город Ромны. 

## Военная биография

### В годы немецкой оккупации Украины
После начала Великой Отечественной войны и прихода немцев на Украину Иван Юхновский сформировал из надёжных людей местную полицию, куда пристроил и своего 16-летнего сына Александра. С сентября 1941 по март 1942 Юхновский-младший, будучи грамотным и зная языки, служил писарем и переводчиком при немецком штабе, изредка становясь в оцепление во время проведения расстрелов лиц, приговорённых к смертной казни. Участвовал в казнях, убивал с особой жестокостью мужчин, женщин и детей.
В марте 1942 года в Ромны прибыл штаб тайной полевой полиции — ГФП (нем. Geheime Feldpolizei, GFP). По совету отца Юхновский уже в апреле был зачислен в отряд переводчиком, также участвовал в допросах лиц, подозреваемых в сотрудничестве с «красными». В конце 1942 года награждён немцами знаком отличия для восточных народов I степени без мечей. В январе 1943 года был поощрен месячной поездкой в нацистскую Германию.
В августе 1944 года, во время отступления вермахта, 19-летнему Александру Юхновскому в районе западнее Одессы удалось дезертировать из своего подразделения (по другим данным он случайно отстал от своей части). Александру удалось раздобыть гражданскую одежду и уничтожить документы, свидетельствующие о его службе у немцев.

### После освобождения от немецкой оккупации Украины
Уже в сентябре 1944 года Александр Юхновский добровольно вступил в Красную армию под фамилией своей мачехи — Мироненко. На призывном пункте Юхновский рассказал придуманную историю о том, что якобы его отец Юрий был убит на фронте, а мать погибла во время бомбёжки, тогда же якобы сгорели и все документы, удостоверяющие его личность. Очень придирчивые сотрудники военкомата, отчасти из-за юного возраста рассказчика, не стали серьёзно разбираться и поверили Александру на слово. Там же ему восстановили документы, по которым Александр Иванович Юхновский стал Александром Юрьевичем Мироненко. Кроме того, дату своего рождения Юхновский-Мироненко сдвинул на 18 июня 1925 года. Изначально Юхновский служил пулемётчиком, затем писарем при штабе 191-й стрелковой дивизии 2-го Белорусского фронта.
Всего через несколько месяцев после прибытия в дивизию Юхновский был опознан красноармейцем Шумейко, бывшим на оккупированной территории и знавшим его в лицо. Юхновский предложил последнему пройти к командиру и во всем разобраться, но по дороге в штаб Юхновский напал на Шумейко и заколол его ножом. Далее продолжал служить пулемётчиком и переводчиком с немецкого. Участвовал в освобождении Варшавы и Кёнигсберга. Был ранен при штурме Берлина и награждён медалью «За отвагу». Кроме того, получил также медали «За освобождение Варшавы», «За взятие Кёнигсберга», «За взятие Берлина». Предположительно был награждён Орденом Славы III степени (по другим данным — присвоил себе награду неустановленным образом).
За время службы писал антифашистские стихи и печатался во фронтовых газетах со статьями, обличающими немецко-фашистских захватчиков. У командиров Юхновский-Мироненко был на хорошем счету, его часто ставили в пример, кроме того, без труда приняли в комсомол в 1946 году.

## Послевоенная биография
После войны на несколько лет обосновался в советской зоне оккупации Германии. С 1948 по 1951 год владеющий четырьмя языками Юхновский-Мироненко работал в международном отделе редакции газеты ГСОВГ «Советская армия», где печатались его стихи, переводы и статьи. Параллельно публиковался в газетах Украинской ССР (например, «Прикарпатская правда»). В октябре 1951 года уволился из состава вооружённых сил и женился. В 1952 году в семье Юхновского-Мироненко родилась дочь. Семья перебралась в Москву, где с 1952 по 1961 год Юхновский работал в газете «На стройке», также сотрудничал с газетами «Красный воин», «Советская авиация», «Лесная промышленность» и «Водный транспорт». Везде отмечался благодарностями, грамотами, поощрениями, успешно продвигался по службе, стал членом Союза журналистов СССР.
В 1959 году Юхновскому-Мироненко впервые было предложено вступить в КПСС. Согласно данным ряда источников,[каких?] он отказался от вступления в партию, опасаясь раскрытия того факта, что в юности он служил в немецкой части. По другим данным,[каким?] он всё-же вступил в КПСС.
В 1961 году был принят на работу в издательство при министерстве гражданской авиации СССР, где в 1965 году получил пост главного редактора газеты «Красный воин». В 1962 году Юхновский перевёл с чешского несколько книг Ярослава Гашека.

### Следствие и суд
Существует несколько версий разоблачения Юхновского. По одной из них, описанной Леонидом Каневским в телепередаче «Следствие вели...», разоблачению предшествовала случайная встреча Ибрагима Хатямовича Аганина (разведчика, работавшего во время войны под прикрытием) с Мироненко-Юхновским в Московском метрополитене.
Чтобы подтвердить свои догадки, сотрудники КГБ СССР предложили Юхновскому вступить в КПСС (при вступлении он должен был указать свою биографию, и таким образом его можно было бы уличить в неточностях и несовпадениях). Так всё и вышло, Мироненко-Юхновский был изобличён на допросе в КГБ, когда выяснилось, что он скрыл факт нахождения на оккупированной территории и носил награду с поддельными документами (орден Славы 3-й степени). Были найдены дополнительные свидетели его службы, опознавшие бывшего коллаборациониста.
Юхновский был арестован 2 июня 1975 года и помещён в следственный изолятор Лефортово. Изначально Александр всё отрицал, однако впоследствии рассказал о своей службе переводчиком. Следствие длилось более года.
Состоявшийся в 1976 году суд признал Александра Юхновского пособником более 2000 убийств советских граждан и приговорил его к высшей мере наказания — расстрелу. Юхновский писал прошения о помиловании во все возможные инстанции, где ссылался на подневольный характер службы у немцев, юный возраст и «давление со стороны отца-предателя». Однако прошения были отклонены, и 23 июня 1977 года приговор Александру Юхновскому был приведён в исполнение.

## В культуре
- 2007 — документальный сериал «Охотники за нацистами» (часть 2), телеканал «ТВ Центр» (ООО «Пресс-эксперт», автор — Фёдор Стуков)[7].
- 2008 — телевизионная программа «По прозвищу „Лютый“» из авторского цикла документальных передач «Следствие вели…» с Леонидом Каневским на телеканале «НТВ» (производство ООО «Кинокомпания „Версия“» по заказу «НТВ»)[8].
- 2015 — документальный фильм «Без срока давности. Алекс „Лютый“» (производство ООО «Вианж продакшн», ОАО «ТРК ВС РФ „Звезда“»)[9].
- 2019 — российский детективный телесериал «Алекс Лютый» режиссёра Леонида Белозоровича[10][11].
- 2019 — телесериал «Шифр», образ преступника отдалённо напоминает биографию Юхновского (5-8 серии).
- 2021 — документальный фильм «Лютый. Обжалованию не подлежит» (сериал), производство ИП Гришин, телеканал «ТВ Центр».
- 2021 — российский детективный телесериал «Алекс Лютый. Дело Шульца»[12].
- 2024 — российский детективный телесериал «Алекс Лютый. Дело Сирот»[13].